# Frankston Blues
El Frankston Blues es un equipo de baloncesto australiano que milita en la Conferencia Sur (SEABL) de la Asociación Australiana de Baloncesto (ABA) 